# 14627 Emilkowalski
14627 Emilkowalski (1998 VA) là một tiểu hành tinh vành đai chính được phát hiện ngày 7 tháng 11 năm 1998 bởi Richard A. Kowalski  ở Quail Hollow Observatory. Tiểu hành tinh được cho là kết quả của sự phá hủy thiên thể lớn hơn xảy ra cách đây 220.000 năm. Nó được đặt theo tên bố của người phát hiện.